# ガーナの鉄道

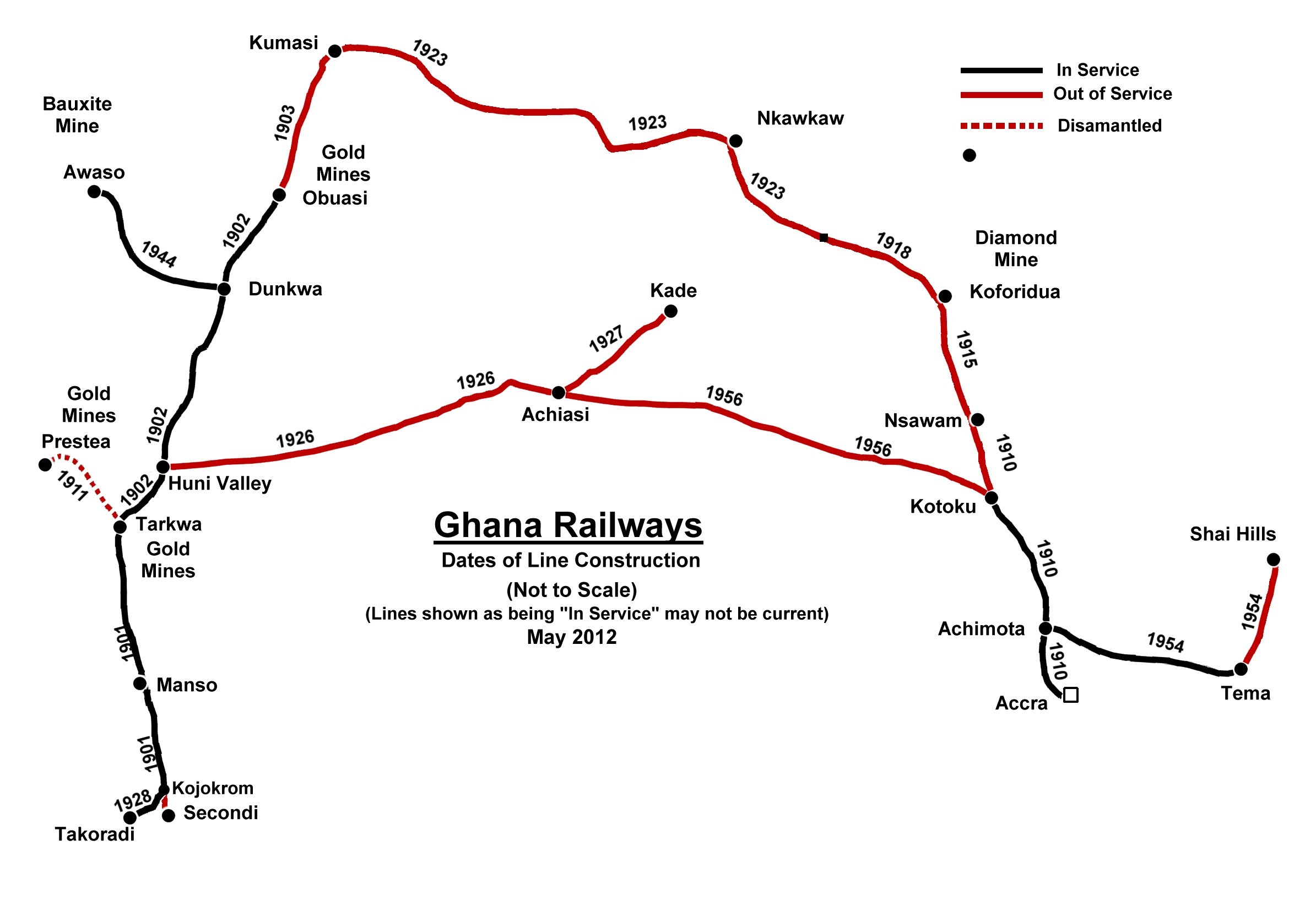
各路線の開通年と2012年での運行状況（ガーナ）

ガーナの鉄道では、ガーナにおける鉄道について記す。

## 概要
ガーナの鉄道は、歴史的にクマシ北部のバリア山脈以南の平野部に限られてきた。しかし、総延長1,300kmに及ぶ1,067mmの狭軌路線は大規模な改修が進められており、現在では内陸部への進出も進んでいる。ガーナではほとんどの路線が単線であり、1997年には32キロのみが複線であったと推定されている。
隣接国との鉄道連絡はない。しかし、トーゴ鉄道のロメ-アフラオ線は一部がガーナにある。また、クマジ・タコラディ鉄道をブルキナファソ国境のパガまで延長する計画もあり、さらにタマレからイェンディへの支線も追加される計画もある。

## 鉄道史
- 1901年ころから順次開通し、1923年には内陸主要都市のクマシまで開通した。
- 2016年現在、大半の路線は休廃止であり、アクラ近郊など沿海部の一部のみの運転となっている。

- 2020年現在、標準軌鉄道が建設中である。路線はテマ - ホ - タマレ - ワガドゥグー（ブルキナファソの首都）を結ぶ。

- 2022年8月31日、299kmのウェスタン鉄道路線を1,435mmに改修する契約が発表され、ガーナ鉄道会社が運営し、テーロDB（ドイツ鉄道とアフリカ資本の合弁）が32億米ドルのプロジェクトの運営を務めることになった[4]。

## 事業者
- ガーナ鉄道会社（英語版）

## 隣接国との鉄道接続状況
- トーゴ - 一部ガーナ内に及んでいる
- ブルキナファソ - 計画中
- コートジボワール - 接続なし